# Kwików
Kwików – wieś w Polsce położona w województwie małopolskim, w powiecie brzeskim, w gminie Szczurowa.
Był wsią biskupstwa krakowskiego w województwie sandomierskim w ostatniej ćwierci XVI wieku. W latach 1975–1998 miejscowość administracyjnie należała do województwa tarnowskiego.

## Położenie geograficzne
Wieś w Kotlinie Sandomierskiej, 22 km na północ od Brzeska, położona na prawym brzegu Uszwicy w okolicy całkowicie równinnej, niegdyś podmokłej.

## Części wsi
| SIMC    | Nazwa    | Rodzaj    |
| ------- | -------- | --------- |
| 0831563 | Bania    | część wsi |
| 0831570 | Brzeziny | część wsi |
| 0831586 | Lipie    | część wsi |
| 0831592 | Skotnik  | część wsi |

## Historia
Początki Kwikowa sięgają XVI w. Z najstarszych źródeł historycznych wynika, że 
w poł. XVII w. istniała tu karczma, a wśród mieszkańców można było wyróżnić zagrodników, chałupników oraz przewoźników promowych. W 1697 odnotowano pierwszego rzemieślnika – był nim szewc Józef. Pierwszy pełny spis sołtysów szczurowskiej parafii pochodzący z 1794 zawiera informację, iż w Kwikowie był nim Marcin Tabor.
W latach 80. XIX w. wieś liczyła 307 mieszkańców, których całym majątkiem było 238 morgów roli ornej, blisko 90 morgów łąk oraz ogrodów i tyleż samo pastwisk.
W nocy z 12 na 13 lipca 1903 Kwików nawiedził największy w jego historii kataklizm – wieś została zniszczona przez powódź. Woda wdarła się na ten teren po przerwaniu nadwiślańskich wałów koło Zamłynia. Wychodźstwo zamorskie z Kwikowa rozpoczęło się w ostatniej dekadzie XIX w.
Jednak wspomniana klęska żywiołowa prawdopodobnie przyczyniła się do nasilenia tego zjawiska. W 1917 w Chicago była już tak znaczna grupa przybyszy z wioski, iż założyli oni Klub Kwikowian. Stowarzyszenie to skutecznie organizowało pomoc dla rodzinnych stron. W „Pamiętniku Jubileuszu 50-lecia Towarzystwa Ratunkowego Kwikowa” (Chicago 1967) napisano: Ponieważ w wiosce Kwikowie nie było szkoły, więc postanowiliśmy budować szkołę. Pierwsze 1235 dol. wysiano w okresie dewaluacji marki polskiej. Tutejsi kwikowianie zorientowali się, że pieniądz, przez nas wysłany, stopnieje do zera, gdy będzie leżał bezczynnie. Poleciliśmy rodakom w wiosce Kwikowie, ażeby natychmiast coś zaczęli robić, ażeby uratować wysiane przez nas dolary, co się da. Poleciliśmy więc zbudować cegielnię, w której wyrabiano cegle na budowę szkoły oraz na sprzedaż sąsiednim wioskom. (...) Później zaś w pewnych odstępach czasu wysyłaliśmy grosz w miarę możliwości i w miarę postępu budowy szkoły, a raczej Domu Ludowego, który został wykończony w r. 1926. Nie poprzestaliśmy jednak na tym (...). Kosztem naszego Klubu Kwikowian ogrodzono Dom Ludowy żelaznym płotem oraz zakupiliśmy sikawkę motorową dla straży pożarnej.
Polonia wspierała także powojenne inwestycje w rodzinnej wsi, m.in. budowę remizy strażackiej, a ostatnio gazyfikację i wodociągowanie. Obecnie Kwików liczy 233 mieszkańców. Funkcjonuje Koło Gospodyń Wiejskich oraz Ochotnicza Straż Pożarna z rozbudowaną remizą przy udziale środków z Towarzystwa Ratunkowego Kwikowa, gminy Szczurowa oraz pracy społecznej mieszkańców.
W 1944 przeprowadzono w pobliskich Jadownikach Mokrych akcję Most III. Do Kwikowa przywieziono wtedy przybyłego kuriera Leszka Starzyńskiego.
Podczas powodzi 17 maja 2010 pękły wały na rzece Uszwica w Kwikowie zalewając między innymi tę miejscowość.
Wierni kościoła rzymskokatolickiego należą do parafii Zaborów.

## Ludzie
- Jan Ew. Rembacz (22 grudnia 1846, Kwików w pow. radłówskim – 12 grudnia 1897, Lubinka obok Tarnowa) – profesor C. K. Wyższego Gimnazjum im. Franciszka Józefa w Drohobyczu[8].